# Phenacoccus artemisiae
Phenacoccus artemisiae är en insektsart som beskrevs av Edward MacFarlane Ehrhorn 1900.
Phenacoccus artemisiae ingår i släktet Phenacoccus och familjen ullsköldlöss. Inga underarter finns listade i Catalogue of Life.